# Coppa America femminile di pallavolo
La Coppa America femminile di pallavolo è una competizione pallavolistica organizzata dalla dalla CSV a partire dal 2025: si svolge con cadenza annuale e vi partecipano le nazionali sudamericane.

## Edizioni
| Edizione      | Edizione      | Podio    | Podio   | Podio |
| Anno          | Organizzatore | Campione | Seconda | Terza |
| ------------- | ------------- | -------- | ------- | ----- |
| 2025 Dettagli | Brasile       |          |         |       |

## Medagliere
| Pos. | Squadra | 1º posto | 2º posto | 3º posto | Totale |
| ---- | ------- | -------- | -------- | -------- | ------ |
| 1    |         | 0        | 0        | 0        | 0      |
| 2    |         | 0        | 0        | 0        | 0      |
| 3    |         | 0        | 0        | 0        | 0      |